# Lac Barou (rivière Barou)
 (juillet 2018).
Pour les articles homonymes, voir Barou.
Le lac Barou est un plan d’eau douce à la tête de la rivière Barou sur le versant Sud de la rivière Eastmain, dans Eeyou Istchee Baie-James (municipalité), dans la région administrative du Nord-du-Québec, dans la province de Québec, au Canada.
Le bassin versant du lac Badeau est desservi indirectement par la route forestière route 167 (sens Nord-Sud) passe à km à l'Est en remontant le cours de la rivière Takwa pour se diriger vers le Nord.[réf. nécessaire]
La surface du lac Barou est habituellement gelée de la fin octobre au début mai, toutefois la circulation sécuritaire sur la glace se fait généralement de la mi-novembre à la fin d'avril.[réf. nécessaire]

## Géographie
Le lac Barou est situé sur le territoire du territoire du gouvernement régional d'Eeyou Istchee Baie-James à 200 km au sud-est de la centrale La Grande-4. Il est la source de la rivière Barou et a une longueur de 2 km. Il y a trois petite îles sur le lac.

## Toponymie
Le lac Barou s’avère la source de la rivière du même nom. Le patronyme « lac Barou », attribué en 1963 par la Commission de géographie du Québec, évoque l’œuvre de vie de Joseph Barou (1839-1918), oblat missionnaire dans la région de l'Outaouais, de 1868 à 1887, et à Mashteuiatsh, de 1891 à 1918.
Le toponyme "lac Barou" a été officialisé le 5 décembre 1968 par la Commission de toponymie du Québec, soit à la création de la commission.